# Награда Еми за најбољег споредног глумца у хумористичкој серији

### 2000-е
2000.
- Шон Хејз - Вил и Грејс
- Питер Бојл - Сви воле Рејмонда
- Бред Гарет - Сви воле Рејмонда
- Питер Макникол - Али Мекбил
- Дејвид Хајд Пирс - Фрејжер

2001.
- Питер Макникол - Али Мекбил
- Питер Бојл - Сви воле Рејмонда
- Бред Гарет - Сви воле Рејмонда
- Роберт Дауни Млађи - Али Мекбил
- Шон Хејз - Вил и Грејс
- Дејвид Хајд Пирс - Фрејжер

2002.
- Бред Гарет - Сви воле Рејмонда
- Питер Бојл - Сви воле Рејмонда
- Брајан Кранстон - Малколм у средини
- Шон Хејз - Вил и Грејс
- Дејвид Хајд Пирс - Фрејжер

2003.
- Бред Гарет - Сви воле Рејмонда
- Питер Бојл - Сви воле Рејмонда
- Брајан Кранстон - Малколм у средини
- Шон Хејз - Вил и Грејс
- Џон Махони - Фрејжер
- Дејвид Хајд Пирс - Фрејжер

2004.
- Дејвид Хајд Пирс - Фрејжер
- Питер Бојл - Сви воле Рејмонда
- Бред Гарет - Сви воле Рејмонда
- Шон Хејз - Вил и Грејс
- Џефри Тамбор - Ометени у развоју

2005.
- Бред Гарет - Сви воле Рејмонда
- Питер Бојл - Сви воле Рејмонда
- Шон Хејз - Вил и Грејс
- Џереми Пивен - Свита
- Џефри Тамбор - Ометени у развоју

2006.
- Џереми Пивен - Свита
- Вил Арнет - Ометени у развоју
- Брајан Кранстон - Малколм у средини
- Џон Крајер - Два и по мушкарца
- Шон Хејз - Вил и Грејс

2007.
- Џереми Пивен - Свита
- Џон Крајер - Два и по мушкарца
- Кевин Дилон - Свита
- Нил Патрик Харис - Како сам упознао вашу мајку
- Рајан Вилсон - У канцеларији

2008.
- Џереми Пивен - Свита
- Џон Крајер - Два и по мушкарца
- Кевин Дилон - Свита
- Нил Патрик Харис - Како сам упознао вашу мајку
- Рајан Вилсон - У канцеларији

2009.
- Џон Крајер - Два и по мушкарца
- Кевин Дилон - Свита
- Нил Патрик Харис - Како сам упознао вашу мајку
- Џек Макбрајер - Телевизијска посла
- Трејси Морган - Телевизијска посла
- Рајан Вилсон - У канцеларији

### 2010-е
2010.
- Ерик Стоунстрит - Модерна породица
- Тај Барел - Модерна породица
- Крис Колфер - Гли
- Џон Крајер - Два и по мушкарца
- Џеси Тајлер Фергусон - Модерна породица
- Нил Патрик Харис - Како сам упознао вашу мајку

2011.
- Тај Барел - Модерна породица
- Крис Колфер - Гли
- Џон Крајер - Два и по мушкарца
- Џеси Тајлер Фергусон - Модерна породица
- Ед О'Нил - Модерна породица
- Ерик Стоунстрит - Модерна породица

2012.
- Ерик Стоунстрит - Модерна породица
- Тај Барел - Модерна породица
- Џеси Тајлер Фергусон - Модерна породица
- Макс Гринфилд - Нова девојка
- Бил Хејдер - Уживо суботом увече
- Ед О'Нил - Модерна породица

2013.
- Тони Хејл - Потпредседница
- Тај Барел - Модерна породица
- Адам Драјвер - Девојке
- Џеси Тајлер Фергусон - Модерна породица
- Бил Хејдер - Уживо суботом увече
- Ед О'Нил - Модерна породица

2014.
- Тај Барел - Модерна породица
- Фред Армисен - Портландија
- Андре Брауер - Бруклин 9-9
- Адам Драјвер - Девојке
- Џеси Тајлер Фергусон - Модерна породица
- Тони Хејл - Потпредседница

2015.
- Андре Брауер - Бруклин 9-9
- Тајтус Берџес - Неуништива Кими Шмит
- Тај Барел - Модерна породица
- Адам Драјвер - Девојке
- Тони Хејл - Потпредседница
- Киган Мајкл-Ки - Ки и Пил

2016.
- Луј Андерсон - Баскетови
- Андре Брауер - Бруклин 9-9
- Тајтус Берџес - Неуништива Кими Шмит
- Тај Барел - Модерна породица
- Тони Хејл - Потпредседница
- Киган Мајкл-Ки - Ки и Пил
- Мет Волш - Потпредседница

2017.
- Алек Болдвин - Уживо суботом увече
- Луј Андерсон - Баскетови
- Тајтус Берџес - Неуништива Кими Шмит
- Тај Барел - Модерна породица
- Тони Хејл - Потпредседница
- Мет Волш - Потпредседница

2018.
- Хенри Винклер - Бари
- Луј Андерсон - Баскетови
- Алек Болдвин - Уживо суботом увече
- Тајтус Берџес - Неуништива Кими Шмит
- Брајан Тајри Хенри - Атланта
- Тони Шалуб - Величанствена госпођа Мејзел
- Кенан Томпсон - Уживо суботом увече

2019.
- Тони Шалуб - Величанствена госпођа Мејзел
- Алан Аркин - Комински метод
- Ентони Кариган - Бари
- Тони Хејл - Потпредседница
- Стивен Рут - Бари
- Хенри Винклер - Бари

### 2020-е
2020.
- Ден Ливи - Добродошли у Шитс Крик
- Махершала Али - Рами
- Алан Аркин - Комински метод
- Андре Брауер - Бруклин 9-9
- Стерлинг К. Браун - Величанствена госпођа Мејзел
- Вилијам Џексон Харпер - Добро место
- Тони Шалуб - Величанствена госпођа Мејзел
- Кенан Томпсон - Уживо суботом увече

2021.
- Брет Голдстин - Тед Ласо
- Карл Клемонс-Хопкинс - Комичари
- Брендан Хант - Тед Ласо
- Ник Мохамед - Тед Ласо
- Пол Рајзер - Комински метод
- Џереми Свифт - Тед Ласо
- Кенан Томпсон - Уживо суботом увече
- Боуен Јанг - Уживо суботом увече

2022.
- Брет Голдстин - Тед Ласо
- Ентони Кариган - Бари
- Тохиб Џимо - Тед Ласо
- Ник Мохамед - Тед Ласо
- Тони Шалуб - Величанствена госпођа Мејзел
- Тајлер Џејмс Вилијамс - Основна школа Абот
- Хенри Винклер - Бари
- Боуен Јанг - Уживо суботом увече

2023.
- Ебон Мос-Бакрак - Медвед
- Ентони Кариган - Бари
- Фил Данстер - Тед Ласо
- Брет Голдстин - Тед Ласо
- Џејмс Марсден - Jury Duty
- Тајлер Џејмс Вилијамс - Основна школа Абот
- Хенри Винклер - Бари